# 白行簡

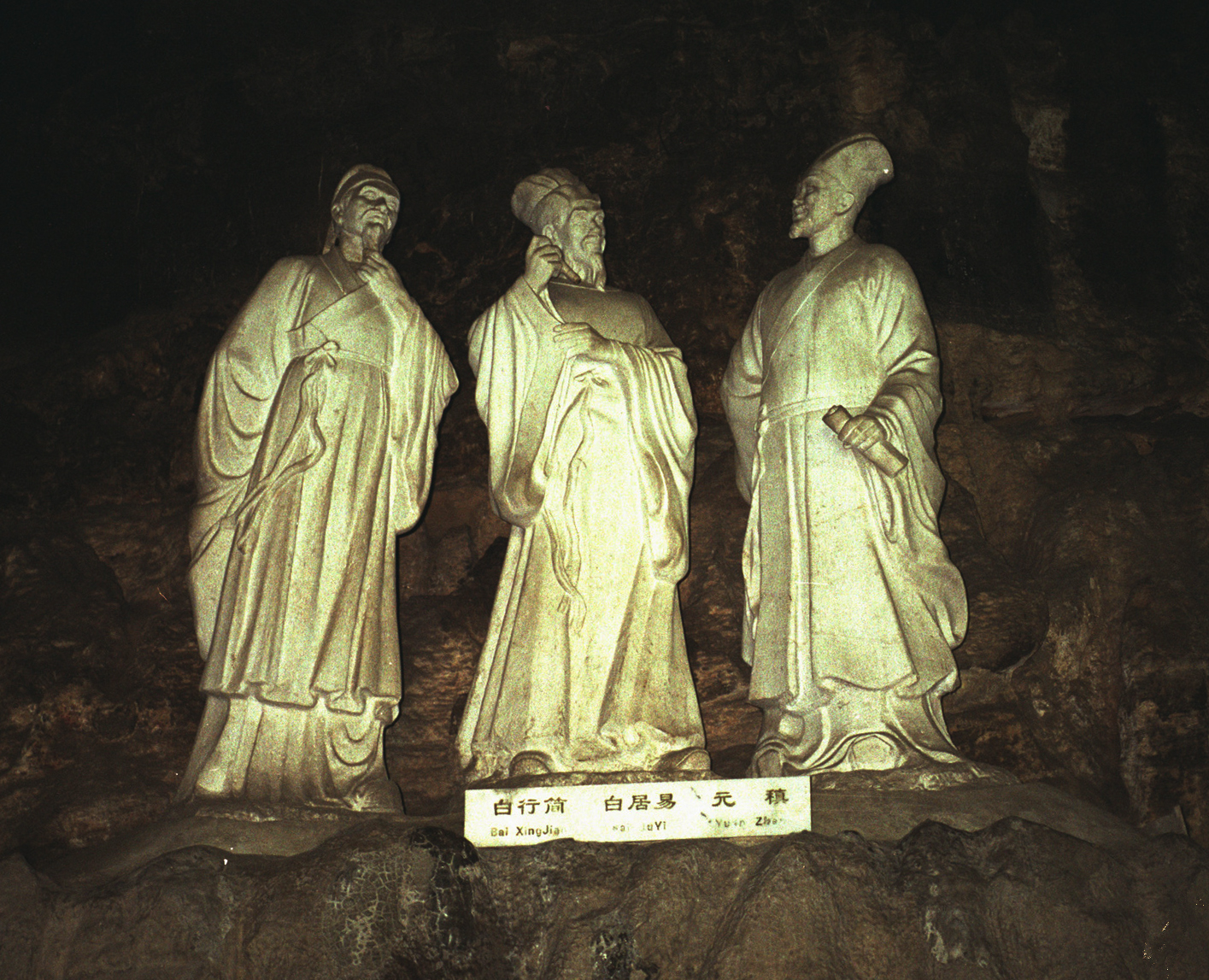
白行簡

白 行簡（はく こうかん、776年 - 826年）は、唐代中期の伝奇小説作家・官僚。字は知退、小字は阿憐。本貫は太原郡陽邑県。詩人として知られる白居易の弟。
『旧唐書』、『新唐書』、『唐詩紀事』卷四十一に伝がある。
清代に編纂された唐詩の総集である『全唐詩』に『春従何処来』などの詩7首が載せられている。

## 略歴
776年、鄭州新鄭県に生まれる。
764年、父の白季庚が襄州の別駕の職にあって死去し、兄の白居易とともに喪に服す。
765年、襄州にあり、李公佐と婦人の品格について語り、公佐に『李娃伝』を書けと注文された。
800年前後に恐らく明経科または抜萃科に登り、807年に進士に及第、809年に秘書省校書郎となる。
811年、故郷に帰って母の喪に服す。
814年頃、剣南東川節度使の盧坦の掌書記となり、梓州に赴き、その幕下に入る。
818年、江州司馬に左遷された兄の白居易を潯陽に訪ね、翌年、白居易が忠州刺史となったのに同行する。
821年、左拾遺を授けられ、主客員外郎に進む。
823年、判度支から度支郎中に進み、翌年、司門員外郎になる。
825年、主客郎中に、翌年に膳部郎中となるも、その冬に病死。

## 代表作
- 『李娃伝』（中国語版）[12][13]　 中国語版ウィキソースに本記事に関連した原文があります：李娃傳
- 『三夢記』[14]　 中国語版ウィキソースに本記事に関連した原文があります：三夢記
- 『天地陰陽交歓大楽賦』 中唐期の好色文学で、白行簡の選とされている。佚存書であり、フランスの探検家ポール・ペリオが1908年に敦煌の莫高窟で発見した[15]。　 中国語版ウィキソースに本記事に関連した原文があります：天地陰陽交歡大樂賦

## 注・出典
1. ↑  舊唐書 卷一百六十六　列傳第一百十六 。 中国語版ウィキソースに本記事に関連した原文があります：舊唐書/卷166
2. ↑  新唐書 卷一百一十九 列傳第四十四 。 中国語版ウィキソースに本記事に関連した原文があります：新唐書/卷119
3. ↑  刺史の巡察随行官、別の籠で随行する。デジタル大辞泉
4. ↑  『李娃伝』末尾に「貞元中，予與隴西公佐話婦人操烈之品格，因遂述汧国之事。公佐拊掌竦聽，命予為傳。乃握管濡翰，疏而存之。」とある。
5. ↑  ともに唐代の科挙試験の区分。
6. ↑  秘書省の官僚名。
7. ↑  『唐詩紀事』卷四十一に「行簡，字知退，敏而有詞。元和二年（807年）登第，為度支郎中。宝暦二年卒。」とある。『旧唐書』には、「貞元末（805年）、登進士第、授秘書省校書郎。」とあり2年ほど食い違っている。
8. ↑  主客は外交官吏、員外郎は唐代の四等官。
9. ↑  新唐書に「累遷主客員外郎、代韋詞判度支案、進郎中。」
10. ↑  郎中は唐代の四等官。
11. ↑  六部の一である礼部に属する。
12. ↑  『李娃伝』、りあでん、795年？。妓女の李娃に弄ばれてすべてを失い落ちぶれた名の執筆を勧められる。家の息子が、再び李娃に再会しその献身的尽力により栄達する物語。日本語訳は前野直彬 訳、今村与志雄 訳がある。《六朝・唐・宋小説選》 一七 『李娃の物語』 前野直彬 訳 1968年 平凡社 中国古典文学大系 24 ISBN 978-4582312249、p.263-272 。初出 1959年 平凡社 中国古典文学全集 06 p.180- 。《唐宋伝奇集 上》『9 鳴珂曲の美女―李娃伝』 今村与志雄 訳1988年 岩波文庫 ISBN 978-4003203811、p.129-151 。
13. ↑  元稹に長編の詩 『李娃行』があったが断片しか残存しない。
14. ↑  『三夢記』、さんむき。日本語訳は前野直彬 訳、今村与志雄 訳がある。《六朝・唐・宋小説選》 一八 『三つの夢の話』 前野直彬 訳 1968年 平凡社 中国古典文学大系 24 ISBN 978-4582312249、p.273-275 。初出 1959年 平凡社 中国古典文学全集 06 p.188- 。唐宋伝奇集 上『10 夢三題―三夢記』 今村与志雄 訳1988年 岩波文庫 ISBN 978-4003203811、p.152-157 。
15. ↑  諸田龍美「「長恨歌」よりみた中国「多情」文学の展開 :<汎愛・好色>篇」『愛媛大学法文学部論集. 人文学科編』第24巻、愛媛大学法文学部、2008年2月、ISSN 1341-9617、NAID 120006526257。